# 神岡城
神岡城（かみおかじょう）または東町城（ひがしまちじょう）は、飛騨国吉城郡神岡（岐阜県飛騨市神岡町城ヶ丘1）にあった日本の城（平山城）。「東町城跡」として飛騨市指定史跡。歴史上の名称は「東町城」で、「神岡城」は通称である。

## 歴史
越中国への侵攻拠点とすることを目的に、永禄7年（1564年）に武田信玄の命令で江馬時盛が築城し、高原諏訪城の支城となった。その後の天正13年（1585年）の金森長近による飛騨攻略の結果、その家臣・山田小十郎が城代となった。元和元年（1615年）に江戸幕府の命令で破却され、地表上の遺構は曲輪と石垣、堀のみが残った。
1958年（昭和33年）12月1日に飛騨市の史跡となった。
1970年（昭和45年）に神岡鉱山を所有する三井金属鉱業神岡鉱業所の創業100周年記念として、模擬天守と模擬城門が建築されている。現在は高原郷土館、鉱山資料館などがある。
2018年（平成30年）夏には史跡外地域で発掘調査が行われ、柱穴や堀跡が見つかった。

## アクセス
JR東海高山本線飛騨古川駅から車で30分